# کلیم چوریوموف

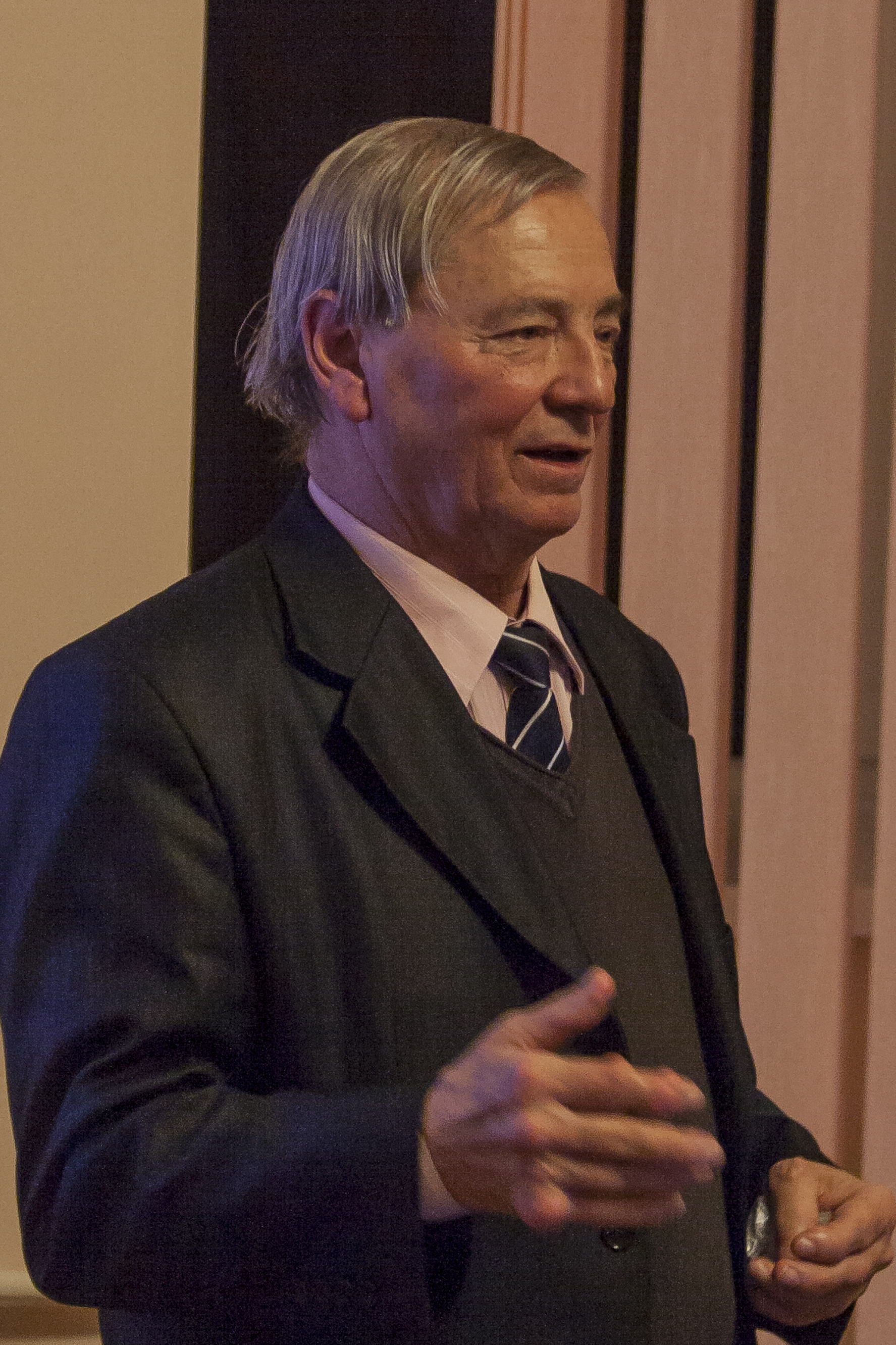
Klym Churiumov.jpg

کلیم ایوانوویچ چوریوموف (به روسی: Клим Ива́нович Чурю́мов) (به اوکراینی: Клим Іва́нович Чурю́мов) (۱۹ فوریه ۱۹۳۷ – ۱۴ اکتبر ۲۰۱۶) اخترشناس اوکراینی و از اعضاء اتحادیه بین‌المللی اخترشناسی و آکادمی علوم نیویورک بود. وی در سال ۱۹۶۹ به همراه سوتلانا ایوانونا گراسیمنکو موفق به کشف دنباله‌دار تناوبی ای گردید که در ۱۲ نوامبر ۲۰۱۴ طی عملیاتی پیچیده سفینهٔ فیلی که با فضا پیمای روزتا به فضا پرتاب شده بود با موفقیت روی آن فرود آمد.

## زندگی‌نامه
وی در ۱۹ فوریهٔ ۱۹۳۷ در میکولائیف در اوکراین دیده به جهان گشود. پدرش ایوان ایوانوویچ چوریوموف طی جنگ جهانی دوم کشته شد. در ۱۹۴۹ خانوادهٔ چوریوموف از میکولایف به کیف نقل مکان نمودند. وی پس از کلاس هفتم وارد کالج راه آهن کیف گردید و در ۱۹۵۵ با درجه عالی از آن فارغ‌التحصیل شد و برای ادامه تحصیلات عالی معرفی نامه دریافت نمود.
وی در دانشکدهٔ فیزیک دانشگاه ملی تاراس شفچنکو کیف پذیرفته شد. زمانیکه در سال سوم تحصیلات اش بود از اینکه بجای دپارتمان اپتیک (نورشناسی) وارد دپارتمان فیزیک نظری شده پشیمان گشت اما با اینحال به تحصیلات اش در رشتهٔ فیزیک تئوریک ادامه داد ولی سرانجام وارد دانشکدهٔ اخترشناسی شد. پس از فارغ‌التحصیلی از دانشگاه کیف وی به ایستگاه ژئوفیزیک قطبی در تیکسی بای در استان یاکوتای شوروی فرستاده شد و در آنجا به مطالعه شفق قطبی و جریانهای مغناطیسی زمین و یونوسفر پرداخت.
وی پس از اینکه دورهٔ دکترا را با تمرکز روی اخترفیزیک در دانشگاه ملی تاراس شفچنکو کیف به پایان رسانید، در دپارتمان فیزیک همین دانشگاه شروع بکار و فعالیت نمود. به عنوان بخشی از فعالیت‌هایش، وی در رصد خانهٔ اخترشناسی دانشگاه شروع به رصد و مطالعه بر روی دنباله دارها پرداخت. در سال ۱۹۶۹ به همراه سوتلانا ایوانونا گراسیمنکو که به تازگی در این دانشگاه وارد دورهٔ دکترایش در زمینهٔ اخترشناسی شده بود از جانب دانشگاه طی مأموریتی اکتشافی برای رصد دنباله دارهای متناوب به آلماتی فرستاده شدند که حاصل آن کشف دنباله‌دار ۶۷ پی/چوریوموف-گراسیمنکو بود که به افتخار وی و سوتلانا ایوانونا گراسیمنکو به این اسم نامگذاری شد.
در سال ۱۹۷۲ وی از اولین رسالهٔ خود را با موضوعیت دنباله‌دار تناوبی Comet Ikeya–Seki , Honda (С/1968), Tago-Sato-Kosaka (C/1969 T1) و دنباله‌دار تناوبی جدید ۶۷ پی/چوریوموف-گراسیمنکو دفاع نمود. او به همراه اخترشناس دیگری به نام و؛ و سولاداونیکف ستارهٔ دنباله‌دار غیر تناوبی دیگری را نیز کشف نمود که C/1986 N1 Churyumov-Solodovnikov نام گرفت.
در ۱۹۹۸ وی به عنوان پروفسور در دانشگاه دانشگاه ملی تاراس شفچنکو کیف به فعالیت‌های خود ادامه داد.در سال 2002 اتحادیه بین‌المللی اخترشناسی به پاس خدمات دانشگاه ملی تاراس شفچنکو کیف در ارتقاء سطح علم و فرهنگ و آموزش در اوکراین و با پیشنهاد کلیم چوریوموف این سیارک را به اسم «4868 Knushevia» نامگذاری نمود که مخفف انگلیسی نام Taras Shevchenko National University of Kyiv می‌باشد . 

## مرگ
چوریوموف در ۱۴ اکتبر ۲۰۱۶ در سن ۸۰ سالگی در بیمارستانی در شهر خارکیف اوکراین دیده از جهان فروبست.

## افتخارات
نشان لیاقت (Ukrainian: Орден «За заслуги»
نامگذاری دنباله‌دار متناوبی ۶۷ پی/چوریوموف-گراسیمنکو به افتخار او و سوتلانا گراسیمنکو.
نامگذاری دنباله‌دار غیر تناوبی C/1986 N1 Churyumov–Solodovnikov به افتخار او.
سیارک ۲۶۲۷ که در ۸ اوت ۱۹۷۸ که توسط نیکلای استپانوویچ چرنیخ کشف شد به افتخار کلیم چوریوموف «2627 Churyumov» نامگذاری گردید.
خرده سیارهٔ ۳۹۴۲ که در ۱۱ سپتامبر ۱۹۷۷ توسط نیکلای استپانوویچ چرنیخ کشف شد به افتخار ایوان ایوانوویچ چورنیوف که نام پدر و برادر کلیم چورنیوف بودند به نام «3942 Churivannia» نامگذاری شد.
خرده سیارک «6646 Churanta» که در ۱۴ فوریه ۱۹۹۱ توسط هلن الینور فرانسیس کشف شد به افتخار او نامگذاری شد.